# Estadi Alhaji Aliu Mahama
L'Estadi Alhaji Aliu Mahama, anteriorment Estadi Esportiu de Tamale, és un estadi esportiu de la ciutat de Tamale, a Ghana.
És la seu dels clubs Real Tamale United, Tamale City FC i Steadfast FC. Té una capacitat per a 21.017 espectadors. Va ser inaugurat el 2008 i el mateix any fou seu de la Copa d'Àfrica de 2008.
El desembre de 2017 se li canvià el nom a Estadi Esportiu Aliu Mahama en referència a l'antic president del país. El seu aspecte és molt similar al de l'estadi de Sekondi-Takoradi.

## Galeria

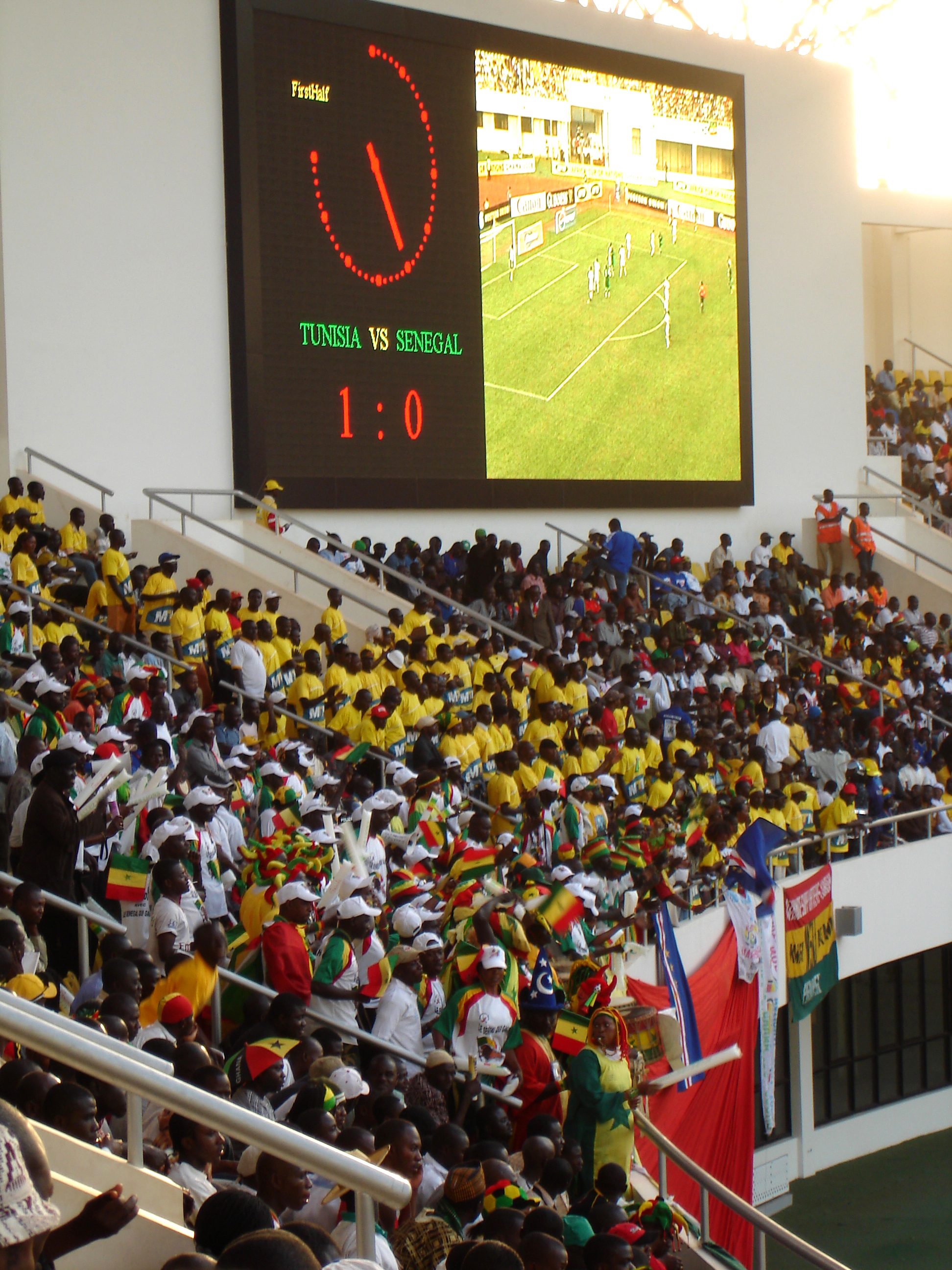
Seguidors durant el partit contra Tunísia a la Copa d'Àfrica de 2008.
Vista exterior.
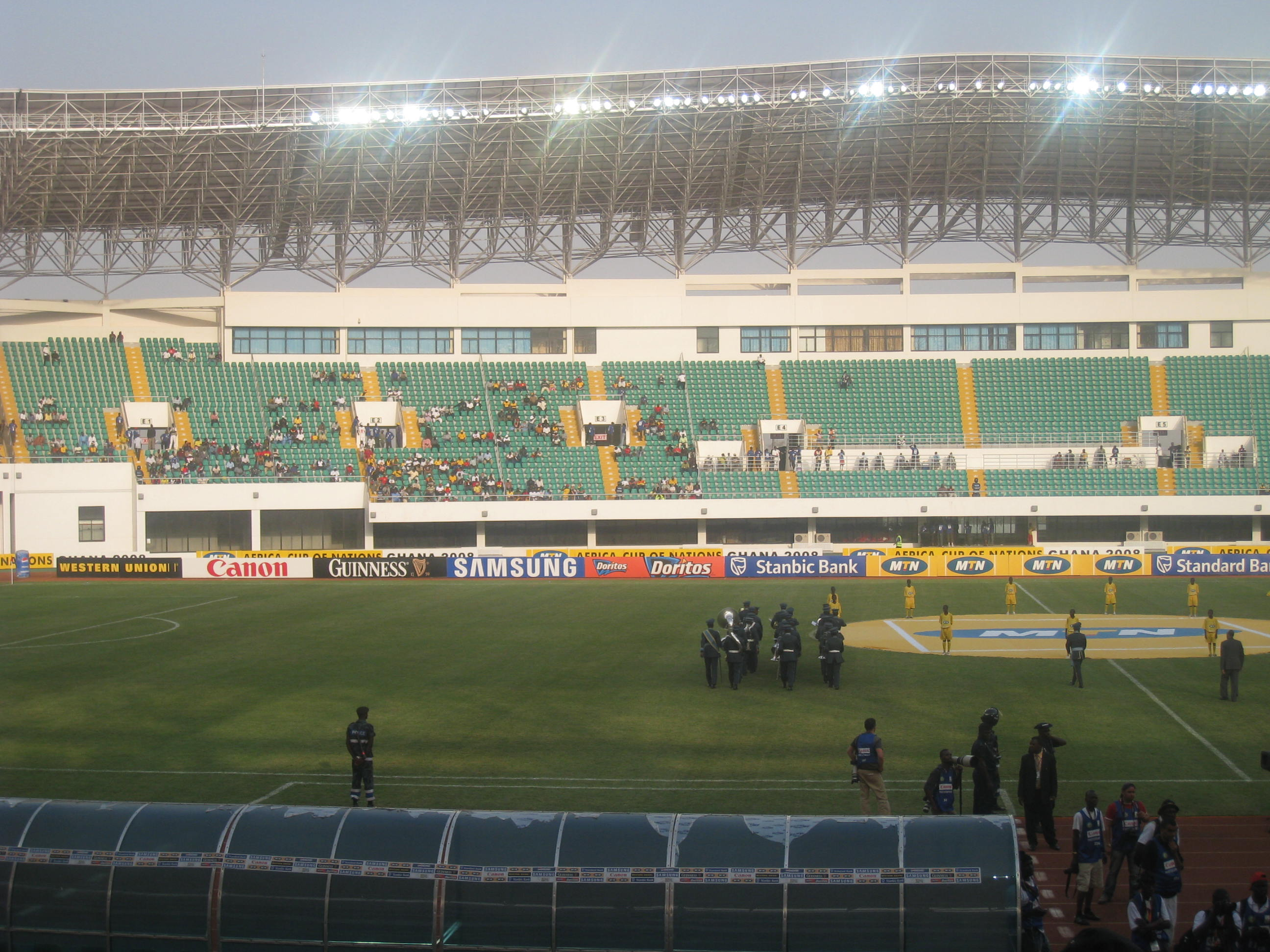
Vista interior.